# Krzysztof Kaucha
Krzysztof Kaucha (ur. 22 lutego 1968 w Lublinie)  – polski duchowny, profesor nauk teologicznych, dyrektor Instytutu Teologii Fundamentalnej Wydziału Teologii Katolickiego Uniwersytetu Lubelskiego Jana Pawła II.

## Życiorys
Jest absolwentem III Liceum Ogólnokształcącego im. Unii Lubelskiej w Lublinie. Wstąpił do Metropolitalnego Seminarium Duchownego w Lublinie, a w 1993 uzyskał tytuł magistra teologii na Wydziale Teologii KUL na podstawie pracy pt. Teologia objawienia i jej eklezjologiczne konsekwencje w pismach Avery Dullesa, pisanej pod kierunkiem ks. prof. dra hab. Mariana Ruseckiego. Po święceniach kapłańskich pracował jako wikariusz w parafii św. Jadwigi Królowej w Lublinie (1993-1995), a następnie jako rezydent w parafii MB Królowej Polski w Lublinie (1995-1998) i w parafii Trójcy Świętej w Lublinie (od 1998).
W latach 1995–1997 odbył specjalistyczne studia w Sekcji Teologii Fundamentalnej na Katolickim Uniwersytecie Lubelskim zakończone uzyskaniem tytułu licencjata kościelnego. Od 1997 zatrudniony jako asystent naukowo-dydaktyczny przy Katedrze Eklezjologii Fundamentalnej KUL. 26 czerwca 1998 obronił pracę doktorską pt. Agapetologiczna wiarygodność chrześcijaństwa według Battisty Mondina otrzymując doktorat, a 25 listopada 2008 habilitował się na podstawie dorobku naukowego i pracy zatytułowanej Wiarygodność Kościoła w kontekście wyzwań współczesności europejskiej w świetle nauczania Jana Pawła II.
W 2010 objął funkcję profesora nadzwyczajnego na Wydziale Teologii Katolickiego Uniwersytetu Lubelskiego Jana Pawła II. Postanowieniem Prezydenta Rzeczypospolitej Polskiej z 21 lipca 2021 r. otrzymał tytuł profesora nauk teologicznych.
Pełnił obowiązki dyrektora Instytutu Teologii Fundamentalnej KUL (2011-2016) i sekretarza Stowarzyszenia Teologów Fundamentalnych w Polsce (2005-2016). Obecnie jest członkiem Zarządu Stowarzyszenia Teologów Fundamentalnych i przewodniczącym Komisji Teologii w Oddziale Lubelskim Polskiej Akademii Nauk.